# High Tide (gruppo musicale)
Gli High Tide sono stati un gruppo musicale rock progressivo formato nel 1969 da Tony Hill (cantante, chitarrista e tastierista proveniente dai Misunderstood), Simon House (violinista e tastierista), Pete Pavli (bassista) e Roger Hadden (batterista).

## Storia degli High Tide
Marchio di fabbrica del loro primo album, Sea Shanties, è il ricorrente confronto tra la chitarra elettrica di Tony Hill e il violino, anch'esso elettrico, di Simon House. Il sound è cupo, aggrovigliato, talmente singolare che "gli High Tide sono stati a torto classificati come band di dark sound", nonostante le loro composizioni, pur corpose e di impatto, non rinuncino a una tessitura complessa e articolata, anticipatrice di certi suoni hard che di lì a poco si imporranno, come accade con Futilist's Lament e la strumentale Death Warmed Up. Stilisticamente, Sea Shanties è un mix di hard rock, psichedelia, blues, folk e fusion, spesso menzionato come il primo album progressive metal della storia, mentre la critica li associa ingiustificatamente, secondo Bertoncelli, a gruppi come Black Widow e Black Sabbath.
Il secondo album, l'omonimo High Tide (come il primo, pubblicato dalla Liberty), contiene sonorità più progressive e meno hard, e introduce le tastiere, suonate da Hill e House. Sono presenti tre corpose composizioni: Blankman Cries Again, The Joke e Saneonymous, con un cambio di marcia apparentemente orientato al concept album tipico dei tempi, in questo caso caratterizzato da una lenta discesa nelle psicosi umane. I due dischi diventeranno leggendari e assai ricercati dai collezionisti.
Gli High Tide suonano poi con Denny Gerrard, loro scopritore e produttore, nel disco di questi, Sinister Morning, pubblicato dalla Deram nel 1970. Il loro terzo album, Precious Cargo, è registrato in presa diretta nel 1970: le sonorità sono decisamente improntate a richiami psichedelici e abbandonata è qualsiasi velleità hard. L'album, però, verrà pubblicato soltanto nel 1989, dato che, proprio alla fine delle registrazioni, la band si scioglie.
Dei vari fuoriusciti, la carriera che riscuote maggiore successo è quella di House, che va a suonare inizialmente per la Third Ear Band (Music from Macbeth), poi, dal 1974 al 1978, con gli Hawkwind, e infine con David Bowie, verso la fine del decennio. Hill dà invece vita, insieme a Pavli, alla Ronnie Paisley Band.
Sarà in occasione di una reunion tra Hill e House del 1989 che il vecchio Precious Cargo verrà fuori, accompagnato proprio da un nuovo progetto, High Tide 3 (Interesting Times), pubblicato dalla Cobra, con i due musicisti che si appoggiano a una batteria campionata.
Verranno poi pubblicati due album di inediti, The Flood e A Fierce Nature, del 1990. Nel frattempo, House lascia il gruppo, con il ritorno di Pete Pavli. Insieme ad artisti ospiti, tra i quali Dave Tomlin (violino), Drachen Theaker (batteria) e Sushi Krishnamurti (cantante), i nuovi High Tide pubblicano Ancient Gates, album dalle forti sonorità indiane. Sarà poi la volta dell'ennesimo album di inediti, A Reason of Success, pubblicato nel 1992.

## Discografia

### Album in studio
- 1969 - Sea Shanties
- 1970 - High Tide
- 1989 - High Tide 3 (Interesting Times)
- 1990 - Precious Cargo
- 1990 - The Flood
- 1990 - Ancient Gates
- 1990 - A Fierce Nature
- 1990 - A Reason Of Success

### Raccolte
- 2000 - Open Season